# 180-е годы до н. э.
180-е (сто восьмидеся́тые) го́ды до на́шей э́ры по пролептическому юлианскому календарю — промежуток времени с 1 января 189 года до н. э. по 31 декабря 180 года до н. э., включающий с 189 по 181 годы 2-го десятилетия  и 180 год 3-го десятилетия II века 1-го тысячелетия до н. э. Им предшествовали 190-е годы до н. э., за ними следовали 170-е годы до н. э. Они закончились 2205 лет назад.

## 188 год до н. э.

### Римская республика
Катон Старший критикует консула Марка Фульвиуса Нобилиора за награждение римских солдат за выполнение обычных задач, таких как рытьё колодцев.

### Греция
Поражение Антиоха III перед римлянами в битве при Магнезии лишает Этолийский союз его главного иностранного союзника и делает невозможным для них в одиночестве продолжающемся противостоянии Риму. Лига вынуждена подписать мирный договор с Римом, что делает его союзником Республики. Хотя Лига продолжает существовать, власть Лиги нарушается договором и никогда больше не представляет собой значительную политическую или военную силу.

### Малая Азия
Римляне под консулом Гнея Манлия Вульсо вместе с армией Пергама под Эвменом II побеждают галатов в Анатолии и делают их подданными Пергама.
Город Филадельфия (ныне Алашехир, Турция) основан королём Эвмена II Пергамского. Эвмен называет город в честь своего брата Аттала, лояльность которого приносит ему прозвище «Филадельфус», что в буквальном смысле означает «тот, кто любит своего брата».

## 188 год до н. э.

### Греция
Вождь ахейской лиги, Филопемен, входит в северную Лаконию со своей армией и группой спартанских ссыльных. Его армия разрушает стену, которую бывший спартанский царь, Набис, построил вокруг Спарты. Филопомен затем восстанавливает спартанское гражданство для изгнанников и отменяют спартанский закон, вводя на его место ахейский закон. Роль Спарты как главной державы в Греции заканчивается, а ахейская лига становится доминирующей силой на всей территории Пелопоннеса.

### Римская республика
Продолжающиеся ссоры между греческими городами и лигами усиливают убеждение в Риме, что в Греции не будет мира, пока Рим не возьмёт полный контроль.
Через мирный Апамейский договор (Апамея во Фригии) римляне вынуждают короля Селевкидов, Антиоха III, сдать все свои греческие и анатолийские владения на восток, как Таврские горы, заплатить 15 000 талантов в течение 12 лет. Царь был вынужден заключить мир на условиях римлян, одним из которых была выдача Ганнибала. Рим теперь является хозяином восточного Средиземноморья, в то время как Империя Антиоха III сокращена до Сирии, Месопотамии и западного Ирана.

### Малая Азия
Ганнибал бежит через Крит во двор короля Прусия I из Вифинии, который ведёт войну с союзником Рима, королём Эвменом II Пергама.
После мира Апамея, Эвмен II получает провинции Фригии, Лидии, Ликии, Писидии и Памфилии от своих римских союзников, поскольку римляне не хотят фактически управлять территорией в Эллинистической Анатолии, но хотят видеть сильное, дружественное государство в Анатолии как буферной зоне от возможного расширения Селевкидов в будущем.

## 187 год до н. э.

### Империя Селевкидов
Селевкидский царь Антиох III совершает новую экспедицию на восток от своего королевства в Луристане, где он убит во время попытки сбора дани из храма в Элимаисе, Персия. Его сменил его сын Селевк IV , который наследует империю, состоящую из Сирии (включая Киликию и Палестину), Месопотамии, Вавилонии, Мидии и Персии.

### Римская республика
Тиберий Гракх Старший избирается трибуном плебса, в качестве которого он записывается как спасший Публия Корнелия Сципиона Африканского Старшего от преследования, вставив своё вето. Тиберий не друг и не политический союзник Сципиона, но чувствует, что службы генерала в Риме заслуживают его освобождения от угрозы суда, как любой обычный преступник.
Предположительно, в благодарность за это действие, Сципион обручает с ним свою младшую дочь, Корнелию.
Строительство виа Эймилия, магистральной дороги на севере итальянских равнин, идущей от Аримина (Римини), на побережье Адриатического моря до Пласентии (Пьяченца) на реке Падус (По).

### Египет
Королева Клеопатра I назначена визирем (главным министром) короля Птолемея V Эпифана .

## 186 год до н. э.

### Римская республика
Быстрое распространение культа вакханалии по всей Римской Республике, на котором, как утверждается, совершаются всевозможные преступления и политические заговоры на его ночных встречах, приводит к тому, что римский сенат издал указ — « Консультативный совет по вакханалии», в соответствии с которым Вакханалия запрещена во всей Италии, за исключением некоторых особых случаев, которые должны быть одобрены специально Сенатом.

### Малая Азия
Эвмен II из Пергама побеждает Прусия I в Вифинии.

### Китай
Первое захоронение на знаменитой археологической территории Мавангдуй производится во время династии Западная Хань Китая.

## 185 год до н. э.

### Римская республика
Римский генерал Сципион Африканский и его брат Луций обвиняются Катоном Старшим и его сторонниками в получении взятки от покойного короля Селевкидов Антиоха III. Сципион бросает вызов своим обвинителям, напоминает римлянам об их долге перед ним и уходит в свой загородный дом в Литернуме в Кампании. Однако Катон успешно разрушает политическое влияние Сципиона Африканского и Луция.

### Египет
Гражданская война между северными и южными районами Египта заканчивается арестом Анкмакиса генералом Птолемея Конанусом.

### Индия
Пушнямитра Шунга убивает маврикийского императора Бхрадрата, который положил конец этой династии, после чего он основал династию Шунга.

## 184 год до н. э.

### Римская республика
Катон Старший, вместе со своим коллегой, Люциусом Валериусом Флакком, избираются цензорами в Риме. Уже чемпион древнего, строгого римского образа жизни, Катон, теперь открывает пуританскую кампанию. Он стремится сохранить mos majorum («родовой обычай») и бороться со всеми греческими влияниями, которые, по его мнению, подрывают более старые римские стандарты морали. Он принимает меры по налогообложению роскоши и строго пересматривает список лиц, имеющих право на участие в Сенате. Злоупотребления со стороны сборщиков налогов становятся объектом контроля, а общественное строительство поощряется как достойное дело.
В связи с появлением в Риме озабоченности по поводу того, готовится ли Филипп V из Македонии к новой войне с римлянами, Аппий Клавдий Пульхер отправляется во главе посольства в Македонию и Грецию, чтобы наблюдать за деятельностью Филиппа.
Город Пезаро установлен римлянами как колония на территории писенов, племени, живущего в Марке на Адриатике.
Старейшая известная базилика, базилика Порция, завершается в Риме Катоном старшим во время его цензуры. Здание используется римлянами для ведения бизнеса и распоряжения правовыми вопросами.

## 183 год до н. э.

### Римская республика
Римские колонии создаются в Мутине (позднее Модена), Пизе и Парме в северной и центральной Италии.
Римский военачальник Сципион Африканский умирает в Литернуме в Кампании.
Римский государственный деятель Тит Квинкций Фламинин отправляется ко двору Прусия I, царя Вифинии, чтобы потребовать выдачу бывшего карфагенского государственного деятеля и военачальника Ганнибала. Когда Ганнибал узнаёт, что Прусий собирается согласиться на требования римлян и, таким образом, предать его, он отравляет себя в деревне Ливисса в Вифинии.

### Греция
Город Мессена восстаёт против Ахейского союза. Когда стратег Ахейского союза, Филопемен, вмешивается с целью подавить восстание, он попадает в плен во время кавалерийской стычки. Затем ему дают яд, чтобы он мог умереть достойно.

## 182 год до н. э.

### Малая Азия
Царь Вифинии Прусий I Хлор умирает, и его сын, который правил как Прусий II, сменил его.

## 181 год до н. э.

### Египет
Птолемей V отравлен после 24-летнего правления, когда египетское королевство уменьшилось во власти и влиянии и потеряло большую часть своей империи за пределами Египта, кроме Кипра и Киренаики. Старший из двух его сыновей, Птолемей VI Филометор, преуспевает в этом, но так как он младенец, он правит под регентством его матери Клеопатры Сирийской.

### Римская республика
Рим основывает колонию в Аквилеи, на узкой полоске земли между горами и лагунами, как пограничную крепость, чтобы предотвратить продвижение иллирийцев.

### Малая Азия
Фарнак I Понтус решает напасть как на Эвмена II Пергамского, так и на Ариарата IV Каппадокского, и поэтому нападает на Галатию с большой силой. Эвмен возглавляет армию, чтобы противостоять ему, однако вскоре после прихода римских депутатов, которые были назначены римским сенатом, чтобы расследовать спорные вопросы, военные действия вскоре прекращаются. Переговоры проходят в Пергаме, но они неубедительны, так как требования Фарнака отвергаются римлянами как необоснованные. Как следствие, война между Понтусом и Пергамом и Каппадокией возобновляется.

## 180 год до н. э.

### Греция
После трёх лет интриги против своего младшего брата Деметрия, в том числе обвиняя его в стремлении к македонскому трону и в союзе с Римом, Персей убеждает своего отца, короля Филиппа V Македонского, казнить Деметрия.

### Римская республика
Рим завершает своё покорение всей Италии поражением лигурийцев в битве возле современной Генуи. Рим депортирует 40 000 лигурийцев в другие районы республики.
Лукка становится римской колонией.

### Египет
Птолемей VI Филометор, 6 лет, правил как соправитель с его матерью, Клеопатрой I , которая, хотя дочь короля Селевкидов, не принимает сторону короля Селевка IV и остаётся в дружеских отношениях с Римом.
После смерти Аристофана Византии, Аристарх Самофракийский становится библиотекарем в Александрии .

### Бактрия
Димитрий I начинает своё вторжение в современный Пакистан, после того как генерал Пушйямитра Шунга разрушил династию Маурьев.
Аполлодот I, генерал с Димитрием I Бактрии, становится королём западной и южной частей Индо-греческого королевства, от Таксила в Пенджабе до районов Синд и, возможно, Гуджарата . Он поддерживает свою верность Димитрию I.

### Китай
26 сентября — Нарушение клана Лю
Император Вэнь из династии Хань восходит на трон.
Государство Nanyue во Вьетнаме и на юге Китая подчиняется династии Хань в качестве вассала.

## Рождения
188 г. до н. э. — Цзин Хань, император китайской династии Хань, который будет править с 156 г. до н . Во время его правления он будет бороться за свержение власти китайских феодальных князей (ум. 141 г. до н. э.)
186 до н. э. — Птолемей VI Филометор, царь Египта, который будет царствовать с 180 г. до н. э. (145 г. до н. э.)
185 г. до н. Э.
Публий Корнелиус Сципион Эмилиан, ведущий генерал и политик Римской республики. Будучи консулом, он будет командиром последней осады и разрушения Карфагена и будет лидером сенаторов, выступающих против Гракхов (ум. 129 г. до н. э.)
Панеций Родосский, греческий философ (умер в 110 г. до н. э.)
183 г. до н. э. — Публий Корнилий Сципион Насика Серапио, консул в 138 г. до н. э. , который примет участие в убийстве Тиберия Гракха, возглавляя группу консервативных сенаторов и других рыцарей в противовес Гракху и его сторонникам (умер в 132 г. до н. э.)
182 до н. э. — Птолемей VIII Euergetes II , король династии Птолемеев в Египте (умер 116 г. до н. э.)
180 г. до н. Э.
Аполлодор Афинский, греческий учёный и грамматик (до 120 г. до н. э.)
Вириатус, вождь Лузитании и генерал (умер в 139 г. до н. э.)

## Смерти
189 до н. э. — Чжан Лян, китайский повстанец и таоист, который помог Лю Бангу установить династию Хань
188 до н. э. — Хуэй Хань, второй император китайской династии Хань, который правил с 195 г. до н. э. (210 г. до н. э.)
187 г. до н. э. — Антиох III Великий , Селевкидский царь эллинистической Сирийской империи с 223 г. до н. э. , восстановивший империю на Востоке, но не сумевший бросить вызов власти Римской империи в Греции и Анатолии (241 г. до н. э.)
186 год до н. э. — Ли Цан, маркиз Дай, похороненный в одном из Мавангдуи
185 до н. э. — Brhadrata, индийский император, последний правитель индийской династии Mauryan (от 197 до н. э.)
184 г. до н. э.
Титус Маккиус Плавт, римский комический драматург, чьи работы, свободно адаптированные к греческим пьесам, создали поистине римскую драму на латинском языке (bc 254 до н. э.)
Лю Гун, третий император китайской династии Хань
183 г. до н. э.
Публий Корнелиус Сципион Африканский Старший, римский государственный деятель и генерал, известный своей победой над карфагенским лидером Ганнибалом в битве при Заме в 202 г. до н . Э. , Который положил конец Второй Пунической войне и дал ему фамилию Африканский (236 г. до н. э.)
Филопоэмен, греческий генерал и государственный деятель, стратег ахейской лиги восемь раз и крупная фигура в кончине Спарты как греческой державы (около 253 г. до н. э.)
Ганнибал, карфагенский государственный деятель, военный комендант и тактик, один из великих полководцев истории, который командовал Карфагенскими силами против Рима во Второй Пунической войне (около 247 г. до н. э.)
182 г. до н. э. — Прусий I Хлор, царь Вифинии (до 228 г. до н. э.)
181 до н. э. — Птолемей V Епифан, правящий династией Птолемеев Египта, который правил с 204 г. до н.
180 г. до н. Э.
Люциус Валерий Флакк, римский государственный деятель, консул в 195 г. до н. э. , цензор в 183 г. до н. э. и коллега Катона Старшего
Аристофан Византии, греческого учёного, критика и грамматиста, особенно известного своей работой в гомеровской стипендии, а также для работы над другими классическими авторами, такими как Пиндар и Гесиод . После ранних исследований под руководством ведущих учёных в Александрии, он был главным библиотекарем примерно с 195 г. до н. э. (около 257 г. до н. э.)
Вдовствующая императрица Лю, фактический правитель китайской династии Хань и жена императора Гао
Лю Хун, четвёртый император китайской династии Хань